# Кивач (посёлок)
Кива́ч (карел. Kivačču) — посёлок в составе Кончезерского сельского поселения Кондопожского района Республики Карелия.

## Общие сведения
Расположен на реке Суна.
В июне 2000 года в заповеднике «Кивач» на территории посёлка был открыт воинский мемориал.

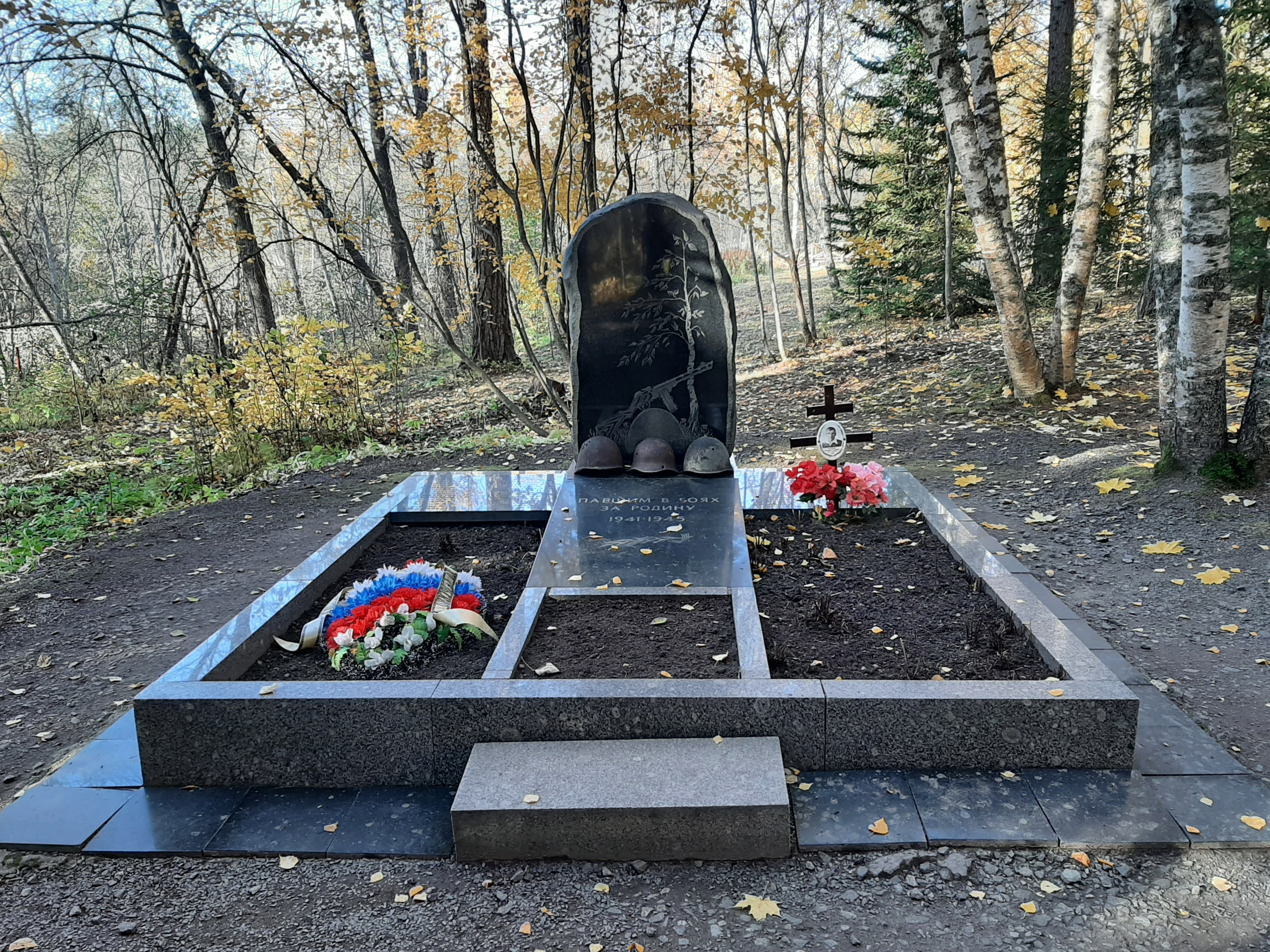
Воинский мемориал

## Население
| 2002 | 2009 | 2010 | 2013 |
| ---- | ---- | ---- | ---- |
| 58   | ↗60  | ↘56  | →56  |

## Улицы
- ул. Заповедная
- пер. Музейный